# Marko Kalogjera (1819–1888)
Marko Kalogjera (ur. 7 grudnia 1819 w Blato, zm. 4 grudnia 1888 w Splicie) – chorwacki arystokrata i duchowny rzymskokatolicki, tajny radca i baron austriacki, biskup kotorski w latach 1856–1866, biskup splicko-makarski w latach 1866–1888. Komandor Orderu Leopolda, uczestnik Soboru Watykańskiego I.

## Życiorys
Pochodził ze starego greckiego rodu Kalogera, którego udokumentowane początki sięgają Cesarstwa Bizantyńskiego. M.in. w X wieku jego przedstawiciele należeli do archontów Krety za panowania cesarza Nicefora II Fokasa. Zlatynizowana, a następnie zeslawizowana gałąź dalmatyńska tej rodziny osiadła między innymi na wyspie Korčula, gdzie przodkowie Marko Kalogjera jako obywatele Republiki Weneckiej zajmowali się złotnictwem.
Po ukończeniu gimnazjum w Dubrowniku wstąpił do wyższego seminarium duchownego w Zadarze. Święcenia kapłańskie otrzymał w 1843 roku. Następnie po krótkim okresie bycia kapelanem został skierowany do pracy w kurii biskupiej w Dubrowniku. Od 1850 roku administrował parafią rzymskokatolicką w Mandaljena, a później pracował w seminariach duchownych w Dubrowniku i Zadarze.
W 1856 roku został nominowany i konsekrowany biskupem diecezji Kotoru. W 1869 roku został przeniesiony na katedrę w Splicie. Jako ordynariusz diecezji splicko-makarskiej odegrał rolę jako energiczny organizator życia religijnego. Za jego pontyfikatu zbudowano budynek pałacu biskupiego, seminarium duchowne i wiele nowych kościołów.
Na polu kultury był zaangażowany w odrodzenie narodowe Chorwatów. Wspierał także utrzymanie przez Kościół rzymskokatolicki  w Dalmacji przywileju stosowania pisma głagolickiego i liturgii słowiańskiej.